# Faidja
Faidja là một đô thị thuộc tỉnh Tiaret, Algérie. Dân số thời điểm năm 2002 là 5.59 người.